# Steve Paxton
Steve Paxton (Phoenix, Arizona, 21 de enero de 1939 - Vermont, 20 de febrero de 2024) fue un bailarín y coreógrafo estadounidense de danza contemporánea.

## Biografía
Comenzó sus estudios de danza en Tucson y los continuó en Nueva York con  Martha Graham, Robert Dunn, José Limón y Merce Cunningham.  Fue uno de los miembros fundadores del Judson Memorial Church de Nueva York, donde presentó la mayoría de sus coreografías, 
En 1972 inició el sistema de improvisación conocido como "Contact Improvisation", basado en el movimiento corporal y su relación con el espacio y la energía. A partir de 1974 formó parte del grupo Grand Union, fundado por Yvonne Rainer y Trisha Brown  entre otros.